# Johannes Justus

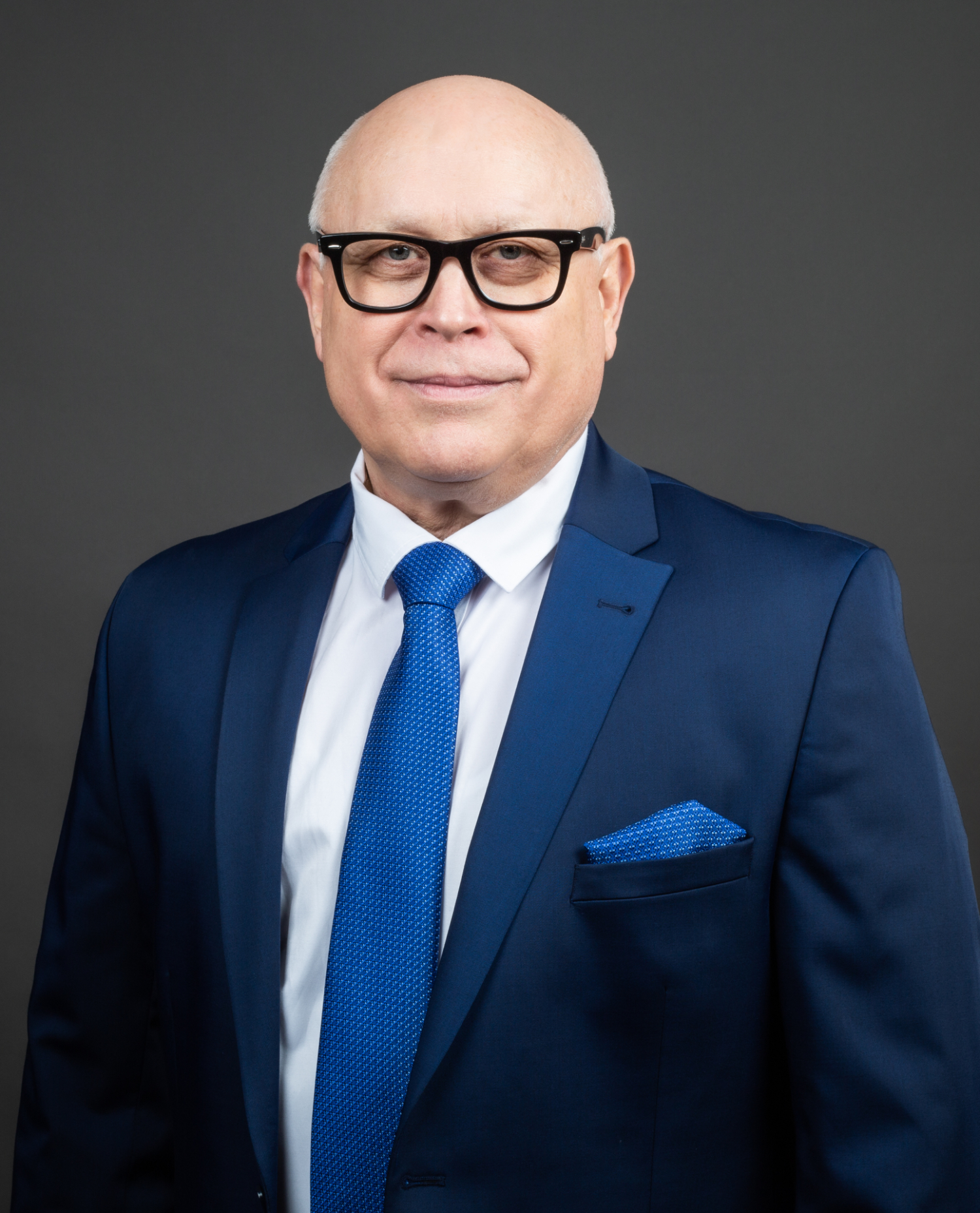
Johannes Justus 2020

Johannes Justus (russisch Йоханнес Юстус) (* 12. März 1957 in Kljutschi) ist ein deutscher pfingstkirchlicher Geistlicher und ehemaliger Präses des Bundes Freikirchlicher Pfingstgemeinden (BFP). Zudem gehörte er von 2012 bis 2022 dem Hauptvorstand der Evangelischen Allianz in Deutschland an.

## Leben
Als Sohn eines deutschen Baptistenpredigers wuchs Justus im kasachischen Teil der Sowjetunion auf. Nach der Schullaufbahn ließ er sich dort zum Mechatroniker und Flugzeugmechaniker ausbilden. 1988 wanderte Justus mit seiner Familie nach Deutschland aus. In Deutschland arbeitete er anfangs als Steuerungstechniker und Projektleiter. Neben der Berufstätigkeit ließ sich Justus auf dem Theologischen Seminar Beröa zum Pastor ausbilden und wurde im Jahr 2000 im Bund Freikirchlicher Pfingstgemeinden ordiniert. Nach pastoralen Tätigkeiten in Nienburg an der Weser und Hannover sowie regionalen kirchlichen Diensten erfolgte die Wahl zum Präses im Jahr 2012. Nach zehn Jahren im Präsesamt gab er 2022 die Staffel an seinen Nachfolger Friedhelm Holthuis weiter.
Neben Justus’ pastoralen Tätigkeiten und der Tätigkeit als Präses ist die Gründung von Kirchengemeinden im In- und Ausland ein weiterer großer Schwerpunkt seiner Arbeit. Mit seinem Verein Elim Network e.V., dessen Vorsitzender Justus ist, setzt er sich für die Gründung von Kirchengemeinden in Zentralasien und in Israel ein.

## Privates
Johannes Justus ist seit 1978 verheiratet, das Paar hat sechs eigene Kinder.

## Veröffentlichungen
- Entfachende Gnade: Leben und dienen in der Kraft Gottes. Forum Theologie & Gemeinde, Erzhausen 2019, ISBN 978-3-942001-78-6
- Von Sackgassen und Königswegen. Wie die Entwicklung geistlicher Führungskräfte verläuft und was sie gelingen lässt. Forum Theologie & Gemeinde, Erzhausen 2022,  ISBN 978-3-942001-85-4